# Oxana Slivenko
Oxana Nikoláyevna Slivenko –en ruso, Оксана Николаевна Сливенко– (Chéjov, URSS, 20 de diciembre de 1986) es una deportista rusa que compitió en halterofilia.
Participó en los Juegos Olímpicos de Pekín 2008, obteniendo una medalla de oro en la categoría de 69 kg. Ganó cinco medallas en el Campeonato Mundial de Halterofilia entre los años 2006 y 2013, y seis medallas de oro en el Campeonato Europeo de Halterofilia entre los años 2007 y 2013.

## Palmarés internacional
| Juegos Olímpicos   | Juegos Olímpicos                | Juegos Olímpicos  | Juegos Olímpicos |
| Año                | Lugar                           | Medalla           | Categoría        |
| ------------------ | ------------------------------- | ----------------- | ---------------- |
| 2008               | Pekín (China)                   | Medalla de oro    | 69 kg            |
| Campeonato Mundial |                                 |                   |                  |
| Año                | Lugar                           | Medalla           | Categoría        |
| 2006               | Santo Domingo (Rep. Dominicana) | Medalla de oro    | 69 kg            |
| 2007               | Chiang Mai (Tailandia)          | Medalla de oro    | 69 kg            |
| 2009               | Goyang (Corea del Sur)          | Medalla de plata  | 69 kg            |
| 2011               | París (Francia)                 | Medalla de oro    | 69 kg            |
| 2013               | Breslavia (Polonia)             | Medalla de bronce | 69 kg            |
| Campeonato Europeo |                                 |                   |                  |
| Año                | Lugar                           | Medalla           | Categoría        |
| 2007               | Estrasburgo (Francia)           | Medalla de oro    | 69 kg            |
| 2009               | Bucarest (Rumania)              | Medalla de oro    | 69 kg            |
| 2010               | Minsk (Bielorrusia)             | Medalla de oro    | 69 kg            |
| 2011               | Kazán (Rusia)                   | Medalla de oro    | 69 kg            |
| 2012               | Antalya (Turquía)               | Medalla de oro    | 69 kg            |
| 2013               | Tirana (Albania)                | Medalla de oro    | 69 kg            |